# Indirekter Effekt
Als indirekter Effekt wird in der Erdmessung und der Geophysik die Tatsache bezeichnet, dass sich bei einer Beseitigung oder Verschiebung von Massen die Niveauflächen des Schwerefeldes ändern.
Indirekt wird der Effekt genannt, weil er vom Bearbeiter ungewollt ist und erst im nachhinein (also nur iterativ) behandelt werden kann.
Wenn bei der Auswertung von Schweremessungen das Gelände rechnerisch eingeebnet wird – siehe topografische Reduktion – so kann sich die Niveaufläche in der Umgebung des Messpunktes um einige Zenti- bis Dezimeter heben oder senken. Infolgedessen ändert sich auch die Lotabweichung – weil das Lot vom Berg nun weniger angezogen wird – bis hin zur „reduzierten Lotabweichung“. Auf steilen Hängen im Hochgebirge kann diese Änderung bis zu 30" in den Alpen und etwa 50" (0,015°) in den schroffsten Teilen der Anden oder des Himalaya ausmachen.

## Beispiel die „Einebnung“ Eurasiens
Würde man die gesamte Festlandmasse Eurasiens entfernen, soweit sie über dem Meeresniveau liegt, so würde sich das Geoid in Zentralasien um etwa 1600 Meter absenken. Dieses für Fachleute zunächst unvorstellbare Ergebnis geht auf eine Abschätzung aus dem Jahre 1880 zurück (Friedrich Robert Helmert: Die mathematischen und physikalischen Theorien der Höheren Geodäsie). Es zeigte dem Altmeister der Geodäsie bereits vor 125 Jahren, dass sehr großräumige Vorgänge in der Erdkruste durch einen der Geophysik noch unbekannten Effekt kompensiert werden müssen.
Helmerts „Gespür“ für diese geophysikalischen Zusammenhänge dürfte ein Grund dafür sein, dass sein 1906 errechnetes Helmert-Ellipsoid den Parametern des seit 1985 verwendeten Erdellipsoides wesentlich näher kommt als die Parameter seiner Fachkollegen bis 1960.

## Druckgleichgewicht in der Erdkruste
Einige Jahrzehnte später wurde die Vermutung Helmerts über eine kompensierte Erdkruste mit dem Nachweis ihrer über 90-prozentigen Isostasie bestätigt: die Kontinente reagieren auf Be- und Entlastung analog zu einem sehr zähen Grießbrei und senken bzw. heben sich, entsprechend der positiven oder negativen Auflast. Daher würde Helmerts fiktive Einebnung Eurasiens nach einigen 10.000 Jahren durch Hebung der Kontinentmitte fast egalisiert werden.
Tatsächlich beobachtet man einen ähnlichen Effekt in Skandinavien, wo in der Eiszeit ein kilometerdicker Eispanzer lag. Seit seinem Abschmelzen hebt sich der Süden Finnlands jährlich um 1–2 cm aus der Ostsee, weil die Erdkruste wieder entlastet wurde, allerdings erst nach einer langen Relaxationszeit wieder im Gleichgewicht sein wird.
Eine der Ursachen solcher Phänomene ist der indirekte Effekt. Er wäre allerdings nur dann von Dauer, wenn die Erde ein völlig starrer Körper wäre.
Der finnischen Geodäsie hat die deutliche postglaziale Landhebung – welche die Küstenlinie jährlich um mehrere Meter zurückweichen lässt – im 20. Jahrhundert zu einer führenden Rolle in den Geowissenschaften verholfen. Eine Galionsfigur dieser interdisziplinären Forschung, in der Geodäsie, Geophysik, Geologie und Ozeanografie zusammenwirken, war der Geodät Weikko A. Heiskanen – der Hauptautor des 1967 erschienenen, bekannten Lehrbuchs Physikalische Geodäsie.